# Springer Publishing
Springer Publishing es una compañía editorial estadounidense, especializada en libros y revistas académicas y centrada en los campos de la enfermería, la gerontología, la psicología, el trabajo social, el counseling, la salud pública, y la rehabilitación neuropsicológica. Fue fundada en 1950 por Bernhard Springer, bisnieto de Julius Springer, y tiene su sede en el 15.º piso de la Salmon Tower, en Midtown Manhattan, Nueva York.

## Historia
La editorial Springer fue fundada en 1950 por Bernhard Springer, el bisnieto nacido en Berlín de Julius Springer, quien fundó Springer-Verlag (en la actualidad, una compañía enteramente independiente).
Unas de sus primeras publicaciones destacadas fue la Livestock Health Encyclopedia, una enciclopedia de la salud compilada por el doctor R. Seiden, y el Manual de cardiología para enfermeros, de 1952. Los libros de la nueva compañía pronto se ramificaron a otros campos, como la medicina y la psicología. Las publicaciones de enfermería crecieron rápidamente en número, especialmente cuando el manual Fármacos actualmente en uso, un libro de bolsillo anual, se convirtió en un texto de referencia durante muchos años, vendiendo más de 150.000 copias de algunas de sus ediciones. Otra publicación, Pruebas de laboratorio para enfermeros, firmado por el doctor Solomon Garb, publicado en 1954, llegó a ser tan popular que convirtió a Springer en uno de los editores más conocidos de textos de enfermería. Sus seis ediciones vendieron casi 240.000 copias, en 25 años.
En su segunda década, la compañía se expandió a nuevas áreas editoriales para reflejar la rápida expansión del negocio del cuidado de la salud. La gerontología se estaba convirtiendo en un tema de interés creciente, y en los años 1960 Bernhard Springer publicó seis títulos sobre el envejecimiento, más que cualquier otro editor, logrando una posición prominente en este campo. Entretanto, continuó incrementando sus publicaciones sobre psiquiatría y psicología, como Should the Patient Know the Truth? (¿Tiene el paciente que saber la verdad?), firmada por el doctor Standard, y Dynamic Psychiatry in Simple Terms (Psiquiatría dinámica en términos sencillos), del doctor Mezer. Pero fue The Picture Arrangement Test (La prueba de la combinación de imágenes), del legendario psicólogo Silvan Tomkins, la obra que situó a Springer en una posición destacada en este campo.
Después de la muerte de Springer en 1970, su mujer Ursula, miembro honorario de la Academia de Enfermería, asumió la dirección de la compañía, que continuó expandiéndose, añadiendo títulos en los campos del trabajo social, la consejería/orientación, la rehabilitación neuropsicológica, y la salud pública, además de editar revistas, anuarios, y su primera referencia importante, The Encyclopedia of Aging (La enciclopedia del envejecimiento), actualmente (2016) en su cuarta edición.
En 2004, Ursula Springer vendió la compañía a Mannheim Holdings, LLC, filial del Mannheim Trust, una empresa familiar implicada activamente en el negocio de la atención de la salud durante más de 130 años. Desde entonces, sus publicaciones de referencia incluyen la cuarta edición de Grief Counseling and Grief Therapy (Consejos sobre el dolor y terapia del dolor), de William Worden, y la décima edición de Health Care Delivery in the United States (Presentación del cuidado de la salud en los Estados Unidos), editados por Anthony Kovner y James Knickman.